# Облачний (зупинний пункт)
О́блачний — пасажирський залізничний зупинний пункт Лиманської дирекції Донецької залізниці на лінії Дубове — Покровськ між станціями Новодонецьке (22 км) та Мерцалове (9 км). Розташована на рівновіддаленій відстані від сіл Степи, Ганнівка та Рубіжне Покровського району Донецької області.

## Історія
Облачний був відкритий у 1960—1962 роках як роз'їзд Кутузове № 4, на відстані 10 км від станції Мерцалове. Первинна назва полустанку походила від найближчого села Кутузівка (нині — Степи). Сучасна — абстрактна, не пов'язана із будь-якими географічними назвами в околицях. У 1980-х — початку 2000-х років Облачний був станцією, але власних вантажів він не відправляв. До станції примикали одноколійні перегони Облачний — Мерцалове та Облачний — Легендарна (нині — Новодонецьке); використовувалося релейне напівавтоматичне блокування. Станом на 1963 рік станція мала дві колії: № 1 — для пропуску, прийому і відправлення парних і непарних пасажирських і вантажних поїздів (з низькою пасажирською платформою і лінією освітлення); № 2 — для прийому і відправлення парних і непарних вантажних поїздів. Дещо пізніше колію № 2 стали використовувати для відстою пасажирського поїзда під час схрещення двох пасажирських поїздів; приміський поїзд, який прямував до станції Красноармійськ (нині — Покровськ), пропускав приміський поїзд, який прямував на Дубове. Впродовж 1960-х — початку 1970-х років зі станції Облачний придбали квитки від 500 до 9,7 тис. пасажирів на рік.
За проєктами правління акціонерного товариства Північно-Донецької та управління Катерининської залізниць, в районі нині закритої станції Облачний мала розташовуватися вугленавантажувальна станція Золотий Колодязь. До станції мали примикати рейкові та ґрунтові під'їзні колії до кустарних і напівкустарних вуглекопалень, в тому числі — в районі села Золотий Колодязь. Крім того, на початку ХХ століття кустарний вуглевидобуток існував у районі села Ганнівка і Ново-Водяного (Бушинівки).
З 2007 року пасажирське сполучення на даній ділянці припинене.